# André Clady
Pas d'image ? Cliquez ici

a Compétitions nationales et continentales officielles uniquement.

b Matchs officiels uniquement.
André Clady, né le 31 mars 1905 à Lézignan-Corbières (Aude) et mort le 15 octobre 1989 à Aix-en-Provence (Bouches-du-Rhône), est un joueur international français de rugby à XV évoluant aux postes de deuxième ligne ou de troisième ligne aile dans les années 1920 et 1930.

## Biographie
Après des années à succès au F.C. Lézignan, il rejoint à la rentrée 1931 le club du Stade Marseillais U.C., y obtenant en parallèle un poste professionnel au Crédit lyonnais et poursuivant ses études en faculté de droit d'Aix-en-Provence.

### En équipe nationale
- Tournoi des Cinq Nations disputé : 1931

## Palmarès

### En club
- Finaliste du Championnat de France en 1929 avec le F.C. Lézignan.

### En équipe nationale
- 5 sélections en équipe de France entre 1929 et 1931.
- Sélection par année : 1 en 1929 et 4 en 1931